# Dorfkirche Oberbodnitz

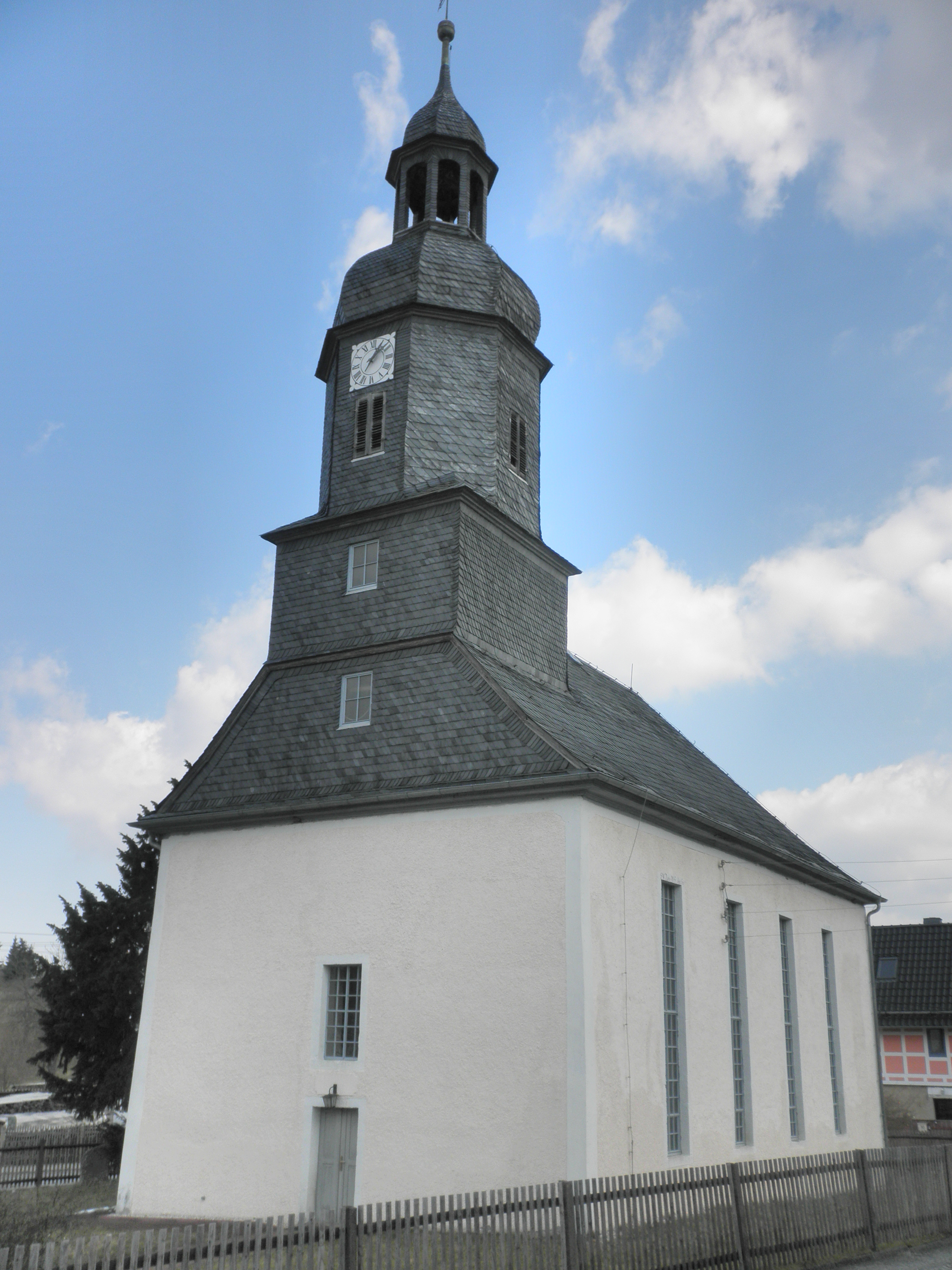
Die Kirche

Die Dorfkirche Oberbodnitz steht in der Gemeinde Oberbodnitz der Verwaltungsgemeinschaft Hügelland/Täler im Saale-Holzland-Kreis in Thüringen. Sie gehört zum Pfarrbereich Trockenborn im Kirchenkreis Eisenberg der Evangelischen Kirche in Mitteldeutschland.

## Geschichte
In der Gemeinde Oberbodnitz wurde 1812 eine Saalkirche  mit Westturm an der Stelle einer bereits 1584 und 1693 erwähnten Kirche errichtet.

## Innenausbau
Die Inneneinrichtung ist schlicht und klassizistisch gehalten. Der Kanzelaltar ist in einer Altarempore an der Ostseite integriert. An den anderen Wänden befinden sich dreiseitige Emporen mit der Orgel von Christian August Gerhard aus dem Jahr 1812.

## Glocken
Die alten umgegossenen Glocken von 1408 und 1507 wurden 1907 mit drei Bronzeglocken aus Apolda erneuert. Die Glocken „Ehre sei Gott in der Höhe“ und „Friede auf Erden“ wurden im Krieg eingeschmolzen. Die große Glocke „und den Menschen ein Wohlgefallen“ blieb im Ort und läutet stündlich und zum Gottesdienst.